# Packmaß
Als Packmaß wird der Platzbedarf (Länge × Breite × Höhe, kurz L × B × H, Angaben meist in Zentimetern) eines möglichst kompakt zusammengelegten oder zusammengerollten Kleidungs- oder Ausrüstungsstücks (Schlafsack, Zelt, Schlauchboot etc.) bezeichnet. Das Packmaß von Ausrüstungsgegenständen ist von Bedeutung für Camper, Wanderer, Bergsteiger und andere, die ihre Ausrüstung bei Outdoor-Aktivitäten meistens in einem Rucksack mit knappem Platzangebot mit sich führen.